# Asia Motors

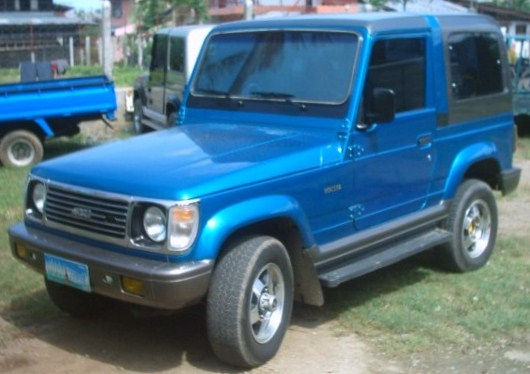
Asia Rocsta

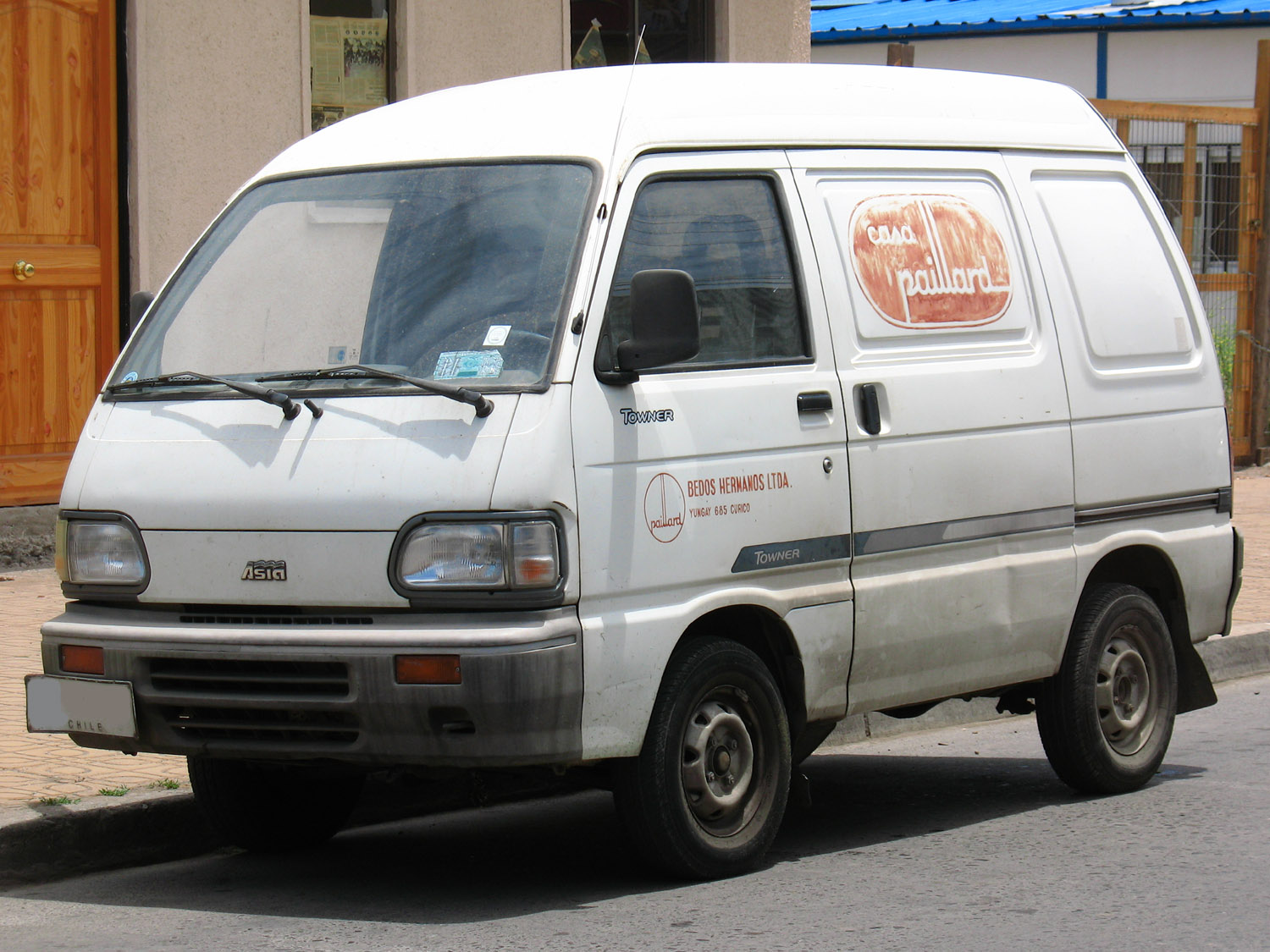
Asia Towner

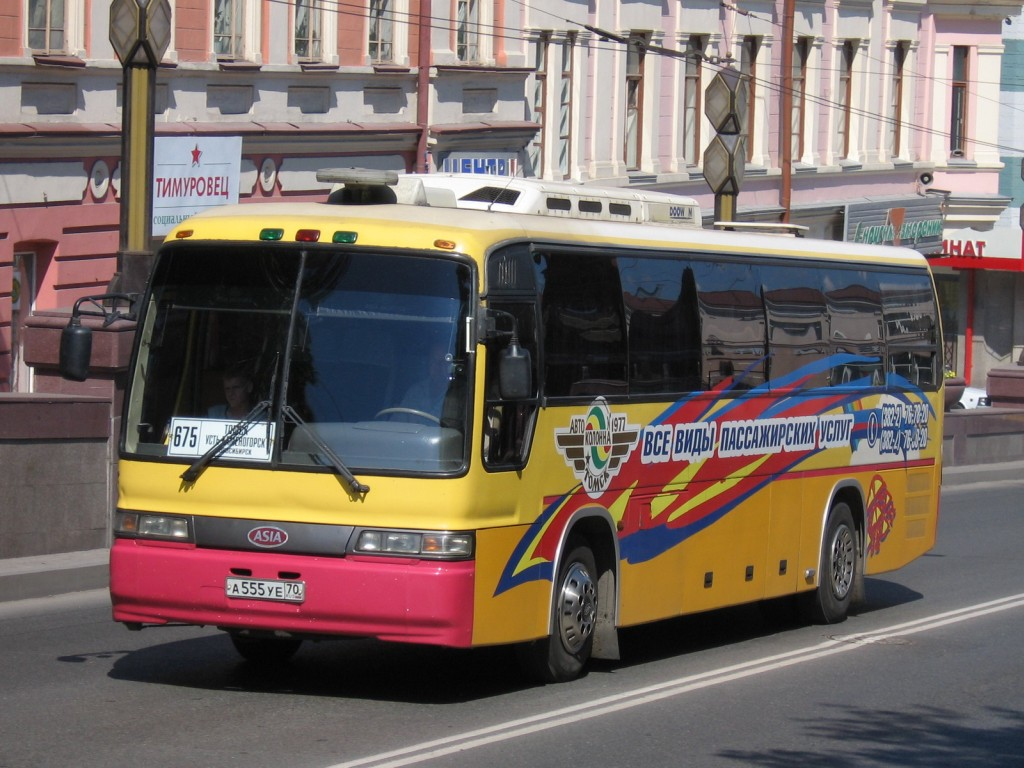
Asia Granbird

Asia Motors Industries − dawny południowokoreański producent samochodów terenowych, ciężarowych, wojskowych oraz autobusów z siedzibą w Gwangju działający w latach 1965–1999. Marka należała do południowokoreańskiego przedsiębiorstwa Kia Motors. 

## Historia
Asia Motors zostało założone zostało w 1965 roku przez przedsiębiorcę Lee Mun-hwana na fali inicjatyw południowokoreańskiego rządu, który dzięki tzw. planom pięcioletnim stwarzał preferencyjne warunki do rozwoju rodzimego przemysłu. Początkowo przedsiębiorstwo koncentrowało się na wytwarzaniu pojazdów wojskowych i ciężarowych, z kolei w 1970 roku zawiązana została umowa z włoskim FIATem, który udzielił licencji na rozpoczęcie produkcji modelu Fiat 124 pod nazwą Fiat-Kia 124.
W 1985 roku Asia Motors rozpoczęło produkcję własnej konstrukcji pojazdów, prezentując niewielki model terenowy Asia Rocsta inspirowany konstrukcjami Jeepa. Niespełna dekadę wcześniej, w 1976 roku Kia nabyła 28,3% udziałów w spółce, a w 1999 roku większościowym udziałowcem spółek Asia i Kia został koncern Hyundai. Decyzja ta wiązała się z likwidacją marki Asia Motors i włączeniu struktur przedsiębiorstwa w struktury Kia Motors. Oferowane wówczas pod tą marką modele samochodów były od tamtej pory sprzedawane pod marką Kia.

## Modele samochodów

### Historyczne
- Rocsta (1985–1997)
- Topic (1990–1997)
- Rocsta R2 (1993–1997)
- Towner (1992–1999)
- Galloper (1994–1999)
- Retona (1998–1999)

### Inne historyczne
- Combi
- Cosmos
- Granbird
- Granto